# 永渕健一
永渕 健一（ながふち けんいち、1962年1月2日 - ）は、日本の裁判官。最高裁判所司法研修所教官や、福岡高等裁判所事務局長、東京高等裁判所判事等を経て、東京地方裁判所部総括判事。

## 人物・経歴
明治大学卒業後、1990年大阪地方裁判所判事補任官。佐賀地方裁判所判事補、最高裁判所事務総局家庭局付、大阪地方裁判所判事、高知地方裁判所部総括判事、東京地方裁判所判事、最高裁判所司法研修所教官、福岡高等裁判所判事、福岡高等裁判所事務局長、東京高等裁判所判事、東京地方裁判所部総括判事等を経て、2023年6月29日から静岡地方裁判所長を務める。

## 裁判
- 東京医科歯科大学歯学部附属病院の歯科医師を刃物で刺したとして、殺人未遂などに問われていた元日本医科大学学生の被告人に対し、「過度な復讐」であると指摘し、懲役7年の判決を言い渡した[3]。
- リゾートホテル跡地を伊東市が購入した見返りに1300万円の賄賂を受け取ったとして、収賄罪容疑で起訴された佃弘巳元伊東市長に対し、「市長の地位を私利私欲のために悪用した」として懲役2年の判決を言い渡した[4]。
- 福島第一原子力発電所事故で業務上過失致死傷罪に問われていた東京電力の勝俣恒久元会長、武黒一郎元副社長、武藤栄元副社長に対し、「津波による事故を予見可能だったとはいえない」として無罪判決を言い渡した[5]。